# Rhynchochondria
Rhynchochondria is een geslacht van eenoogkreeftjes uit de familie van de Chondracanthidae. De wetenschappelijke naam van het geslacht is voor het eerst geldig gepubliceerd in 1967 door Ho.

## Soorten
- Rhynchochondria longa Ho, 1967